# (128523) Johnmuir
(128523) Johnmuir est un astéroïde de la ceinture principale d'astéroïdes.

## Description
(128523) Johnmuir est un astéroïde de la ceinture principale d'astéroïdes. Il fut découvert le 11 août 2004 à Francisquito par R. E. Jones. Il présente une orbite caractérisée par un demi-grand axe de 2,41 UA, une excentricité de 0,21 et une inclinaison de 1,3° par rapport à l'écliptique.

## Compléments